# Чучо Вальдес
Чучо Вальдес, Діонісіо Ісус Вальдес Родрігес (ісп. Dionisio Jesús Valdés Rodríguez, нар.9 жовтня 1941, Ківікан, Куба) — афрокубинський піаніст, композитор, аранжувальник. Засновник групи «Іракере».

## Біографія
Чучо Вальдес народився в сім'ї музикантів, кубинського піаніста і композитора «великого Бебо Вальдеса» та викладачки фортепіано, співачки Пілар Родрігес. Уже у віці трьох років він грав на фортепіано обома руками мелодії, які чув че́рез радіо, в будь-якій тональності.
У п'ятирічному віці він ходив на уроки гри на фортепіано та теорії музики до професора Оскара Муньоса Буфартіка, а потім до муніципальної консерваторії в Гавані, яку закінчив у 14 років. Потім вдосконалював свою майстерність на уроках Зінаїди Ромі, Росаріо Франко, Федеріко Сміта і Лео Брауера.
У віці п'ятнадцяти років разом з Еміліо дель Монте та Луїсом Родрігесом він сформував своє перше джаз-тріо. У 1959 році він грав у оркестрі «Смак Куби», яким керував його батько. У 1961—1963 роках він працював як піаніст у театрі Марті, в готелі Рив'єра Гавани (Hotel Habana Riviera) та в оркестрі Музичного театру Гавани (Teatro Musical de la Habana). У 1972 році заснував один з найвідоміших кубинських гуртів у жанрі латино-джаз — «Іракере», суміш джазу, року, класичної та традиційної кубинської музики.
У 1998 році до фортепіанного квартету Чучо Вальдеса приєдналася солістка Майра Каридад Вальдес. У кінці 2009 року колектив розширився до семи осіб — фортепіано, труба, контрабас, ударні, барабани, конґа і співачка. З новою назвою «Чучо Вальдес і афрокубинські посланці» (Chucho Valdés y los Afro-Cuban Messengers) вони записали багатогранний диск «Chucho's Steps» (2010), з яким зробили успішні світові тури у 2010-му і на початку 2012 року.

## Чучо Вальдес у Львові
25 червня 2017 року квартет Чучо Вальдеса разом з співаком Грегорі Портером виступив у Львові на «Альфа Джаз Фест 2017» — сьомому міжнародному джазововому фестивалі, що тривав з 23 до 27 червня..

## Нагороди та відзнаки
Чучо Вальдес володар п'яти нагород Греммі:
- 1978 рік — за альбом гурту «Іракере»  Live at Newport;
- 1998 рік — за його внесок в компакт-диск «Гавана» (Havana) групи Роя Гарґрова «Крайсол» (Crisol, сформована в 1997 році) двома піснями Чучо — «Містер Брюс» (Mr. Bruce) та «Мамбо для Роя» (Mambo para Roy);
- 2003 рік — за концертний альбом Live at the Village Vanguard;
- 2009 рік — за співпрацю з його батьком — альбом «Назавжди разом» (Juntos Para Siempre), і власний альбом «Кроки Чучо» (Chucho's Steps, 2010).[2]

## Дискографія

### Альбоми
- 1986 — Lucumi (Messdor)
- 1987 — Misa Negra (Universal/Pimienta)*
- 1989 — Homenaje a Beny Moré (Universal/Pimienta)*
- 1991 — Solo Piano, The Music Of Cuba
- 1994 — Indestructible (Sony BMG)*
- 1996 — ¡Afrocubanismo Live! (EGREM)*
- 1997 — Pianissimo (P.O.W. Records)
- 1997 — Desafios: Chucho Valdés and Omara Portuondo (Intuition/Nubenegra)
- 1998 — Bele Bele en la Habana (Blue Note Records)
- 1999 — Babalu Ayé (Bembe Records)
- 1999 — Briyumba Palo Congo (Blue Note Records)
- 2000 — Unforgettable Boleros (Velas)*
- 2000 — Live at the Village Vanguard (Blue Note Records)
- 2000 — Invitación (EGREM)
- 2001 — Solo: Live In New York (Blue Note Records)
- 2002 — Canta a Babalu Ayé (EGREM)
- 2002 — Yemaya (EGREM)
- 2002 — Fantasia Cubana: Variations on Classical Themes (Blue Note Records)
- 2002 — Double gigante: The latin jazz sides (Disconforme sl)
- 2003 — New Conceptions (Blue Note Records)
- 2005 — Cancione inéditas (EGREM)
- 2005 — Cancionero Cubano (EGREM)
- 2005 — Live in Italy (Explore)
- 2005 — Chucho Valdés Featuring Cachaito (Yemayá)
- 2008 — Juntos Para Siempre (with Bebo Valdes)
- 2008—1978 — World Tour (Malanga Music)
- 2008 — Canto a Dios (Comanche)
- 2008 — Tumi Sessions (Tumi)
- 2010 — Chucho's Steps (Four-Quarters)
- 2013 — Border-Free (Comanche)
- 2016 — Tribute to Irakere: Live in Marciac (Live)(Comanche)